# Ireen Sheer
Ireen Sheer, pseudonimo di Ireen Wooldridge (Romford, 25 febbraio 1949), è una cantante britannica naturalizzata tedesca.

## Carriera
Nel 1974 fu scelta per rappresentare il Lussemburgo all'Eurovision Song Contest con la canzone con Bye Bye, I Love You; nel 1978 è di nuovo all'Eurovision, questa volta rappresentando la Germania con Feuer che si classifica sesta. Rappresenta di nuovo il Lussemburgo nel 1985 con Children, Kinder, enfants cantata assieme a Margo, Franck Olivier, Diane Solomon e Malcolm & Chris Roberts.

## Discografia parziale

### Album
- 1972 - Keine liebt dich so wie ich (Polydor)
- 1974 - Nur noch einen Tanz (Polydor)
- 1974 - English Favorites (Polydor)
- 1979 - Ireen Sheer (EMI)
- 1991 - Ireen Sheer (EMI)
- 1993 - Das gewisse Etwas (Activ)
- 1995 - Tanz mit mir (AME)
- 1997 - Ich vermisse dich (Koch)
- 1998 - Weil du mein leben bist (Koch)
- 2000 - Ein kuss... (Koch)
- 2001 - Zitlos (Koch)
- 2003 - Leben heißt lieben (Koch)
- 2005 - Bin wieder verliebt (White)
- 2007 - Mein weng zu dir (White)
- 2008 - Frei (Gloriella)
- 2010 - Männer (Gloriella)
- 2012 - Heller als die Sterne (Gloriella)
- 2015 - Showtime (Firework)
- 2022 - Auf Wiedersehn – Goodbye (Telamo)

### Singoli
- 1973 - Goodbye Mama
- 1974 - Bye Bye I Love You
- 1975 - Ach lass mich noch einmal in Deine Augen seh'n
- 1977 - Mach die Augen zu
- 1978 - Hey, Junge, sag das noch einmal
- 1978 - Feuer
- 1979 - Hey, Mr. Musicman
- 1979 - Das Lied der schönen Helena
- 1979 - Wo soll denn die Liebe bleiben?
- 1980 - Xanadu
- 1980 - Spiel das nochmal
- 1982 - Geh wenn du willst
- 1982 - Erst wenn die Sonne nicht mehr scheint
- 1983 - Ich hab Gefühle
- 1985 - Hab ich dich heut nacht verloren
- 1986 - Wenn du eine Frau wärst und ich wär ein Mann
- 1988 - Ich bin da
- 1989 - Die Frau, die bleibt
- 1990 - Fantasy Island
- 1991 - Seit du fort bist
- 1991 - Heut Abend hab ich Kopfweh
- 1992 - Du gehst fort (con Bernhard Brink)
- 1993 - Wahnsinn
- 1993 - Komm ich mach das schon
- 1994 - Schöner Mann
- 1994 - Das gewisse Etwas
- 1995 - African Blue
- 1995 - Zwei Herzen ein Gedanke (con Gavin du Porter)
- 1996 - Prima Ballerina
- 1996 - Nina Bobo
- 1996 - Genau wie du
- 1997 - Ich vermisse dich
- 1997 - Solange tanz ich allein
- 1997 - Heute nacht bist du da
- 1998 - Männer wie du-REMIX
- 1998 - Tennessee Waltz
- 1999 - Manchmal in der Nacht
- 1999 - Lüg, wenn du kannst
- 2000 - Ein Kuss von dir